# Nazionale maschile di hockey su prato dello Zimbabwe
La nazionale di hockey su prato dello Zimbabwe è la squadra di hockey su prato rappresentativa dello Zimbabwe.

## Partecipazioni

### Mondiali
- 1971-2006 – non partecipa

### Olimpiadi
- 1908-1968 - non partecipa
- 1964 - Primo turno (come "Rhodesia")
- 1976-2008 - non partecipa

### Champions Trophy
- 1978-2008 – non partecipa

### Hockey African Cup of Nations
?